# Вольховський Володимир Дмитрович
Вольховський Володимир Дмитрович (рос. Влади́мир Дми́триевич Вольхо́вский, 1798 — 19(07).03. 1841) — декабрист, військовик, генерал-майор Генштабу (1831).
Народився у Полтавській губернії в сім'ї офіцера. Виховувався у Московському університетському пансіоні, звідки 1811 за відмінні успіхи переведений до Царськосельського ліцею. Однокласник О.Пушкіна. Закінчив навчання 1817 з великою золотою медаллю, одразу був номінований гвардійським офіцером, а після додаткового екзамену зарахований до Гвардійського Генштабу. Співпрацював із петербурзьким часописом «Военный журнал», редагованим Ф.Глинкою, публікував матеріали з історичної тематики. 1824 відряджений до Окремого Оренбурзького корпусу. 1825–26 перебував у закаспійській експедиції.
Член переддекабристської Священної артілі, Союзу порятунку, Союзу благоденства, Північного товариства (див. Декабристів рух). За заступництва І.Дибича уник притягнення до суду. Відісланий на російсько-перську війну 1826–28. Відзначився в штурмі Еривані (нині м. Єреван, Вірменія), сприяв підготовці Туркманчайської мирної угоди. 1827 направлений до м. Тегеран (Іран) «для вивезення 10 000 000 рублів сріблом контрибуції». 1828 — полковник, корпусний обер-квартирмейстер. На Кавказі підтримував репресованих декабристів, М.Лермонтова та ін. засланців.
Учасник російсько-турецької війни 1828—1829, придушення польського повстання 1830—1831. Зазнав контузії. Від 1832 виконував обов'язки начальника штабу Окремого Кавказького корпусу, від 2 лютого (21 січня) до 16(04) квітня 1835 фактично управляв Закавказзям. 1837 відправлений до Прибалтики командувати бригадою піхотної дивізії, через хворобу прибув на нове місце служби лише в середині 1838. Після відставки 1839 повернувся в Україну, оселився в маєтку дружини Марії (дочки директора Царськосельського ліцею Василя Малиновського) в Ізюмському повіті Харківської губернії, де й помер.
1978 В. та його шурину декабристові Іванові Малиновському встановлено пам'ятник у с. Кам'янка (нині село Ізюмського району Харківської обл.).